# R/V Jacob Hägg
R/V Jacob Hägg, tidigare HMS Jacob Hägg är ett sjömätningsfartyg som byggdes 1982 och ägs av Sjöfartsverket. Fartyget är uppkallat efter den svenske marinmålaren Jacob Hägg.